# むかわ町穂別地球体験館
むかわ町穂別地球体験館（むかわちょうほべつちきゅうたいけんかん）は、北海道勇払郡むかわ町穂別に存在した博物館。

## 概要
この博物館の歴史は1989年横浜博覧会でパビリオンとして出展した「MMCコーヒー地球体験館」が元になっている。三本珈琲が東海大学情報技術センターの協力の下、地球環境を再現し、体験が出来る施設として出展した。NHK「地球大紀行」に関わった坂田俊文が制作に関わり、熱帯雨林の雨や砂漠の風といった擬音やマイナス20度の極地など音や温度で極限の環境を再現した演出とした。
クビナガリュウなどの化石が多く発掘されていたことから化石を軸とした町興しを志向していた旧穂別町が移設を希望し、博覧会閉幕後の1989年12月に移設の方針が決定し、1991年に町営の科学学習施設としてオープンした。施設は館内を8つのゾーンに分けて音や光や温度の演出を交えてガイドの案内を聞きながら地球の歴史や様々な自然環境を学ぶ内容となっていた。また体調の悪い人や1歳未満の乳幼児は入れない。2018年9月の営業停止までに通算約66.6万人の来場者数を数えた。
その後は穂別博物館再整備計画に合わせた2019年10月での閉館が計画されていたが、2018年の北海道胆振東部地震で大型岩石の落下により床が損傷する等の被害で休館し復旧費が2億5000万円かかることから存続を断念、町議会全員協議会にて予定を前倒しし2019年3月31日をもっての閉館を決定。2019年3月21日には、穂別町民センターにて本館のサイエンスガイドにより、「27年間ありがとう 穂別地球体験館さよならイベント」が行われ館長や元館長の渋谷昌彦むかわ町副町長の挨拶、オリジナルカルタ大会や寸劇、坂田俊文名誉館長からのメッセージが披露され本館玄関前で集合写真を撮影して締めくくられた。
閉館後については隣接するむかわ町穂別博物館と再編する形で、穂別地区で発見された恐竜全身骨格「むかわ竜」の展示施設の建設を計画し、2024年春までに解体され、跡地には2025年4月に温泉施設「樹海温泉ほべつ」が先行開業、2026年に隣接する新博物館施設の完成をもって全面開業とする予定。

## 主な施設
展示ゾーン
自然環境を気温や湿度で再現した8つのゾーンで紹介し、各空間を地底トンネルで結ぶ演出とした。
1. 熱帯雨林 - 高温多湿のアフリカの熱帯雨林。
2. 太古の海 - 2億5千万年前、海棲の爬虫類の絶滅し首長竜のいる海のイメージ。
3. 砂漠 - 約40度の気温と建物の遺構で灼熱と乾燥の世界をイメージ。
4. マグマの海 - 6億年前の原始地球の姿。
5. 氷河期 - 氷河期の環境が現代のニューヨークに訪れた想定のイメージ。
6. 大気圏 - 800万分の1にあたる直径160cmの地球儀。
7. 海洋底 - 海底の大山脈をイメージ。
8. 宇宙 - 太陽系の中の地球を表現。

その他
- 特別展示室 - 企画展に使用

## 施設情報
- 開館時間 9:30 - 16:30
- 休館日 毎週月曜日、祝日の翌日、12月1日 - 3月初旬（7･8月は休まず営業）

## 外部ページ
- 公式ホームページ
- 公式ブログ